# Liparis collinsii
Liparis collinsii är en orkidéart som beskrevs av Bruce Gray. Liparis collinsii ingår i släktet gulyxnen, och familjen orkidéer.
Artens utbredningsområde är Queensland. Inga underarter finns listade i Catalogue of Life.